# Évêché titulaire de Privata
Privata est le nom d'un diocèse de l'Église primitive de Maurétanie sétifienne, aujourd'hui titulaire. Son nom est utilisé comme diocèse in partibus d'un évêque chargé d'une autre mission que la conduite d'un diocèse contemporain.
Depuis mai 2024, c'est l'évêque auxiliaire de Port-au-Prince, Louis-Jean Sander, qui en la charge. 

## Situation géographique
Ce diocèse était situé en Afrique du Nord, possiblement à proximité de la montagne Safiet-El-Hamra (El Guedid), ou dans la plaine de la Medjana, en Algérie.

## Liste des évêques contemporains titulaires de ce diocèse
| Début      | Fin        | Nat.             | Nom                    | Fonction exercée                    |
| ---------- | ---------- | ---------------- | ---------------------- | ----------------------------------- |
| 01/04/1995 | 24/05/2004 | Nouvelle-Zélande | John Dew               | Évêque auxiliaire de Wellington     |
| 01/06/2006 | 25/07/2018 | France           | Jérôme Beau            | Évêque auxiliaire de Paris          |
| 14/12/2018 | 11/12/2021 | France           | Alexandre Joly         | Évêque auxiliaire de Rennes         |
| 31/05/2024 |            | Haïti            | Louis-Jean Sander (de) | Évêque auxiliaire de Port-au-Prince |